# Grammy Award for Best Contemporary Folk Album

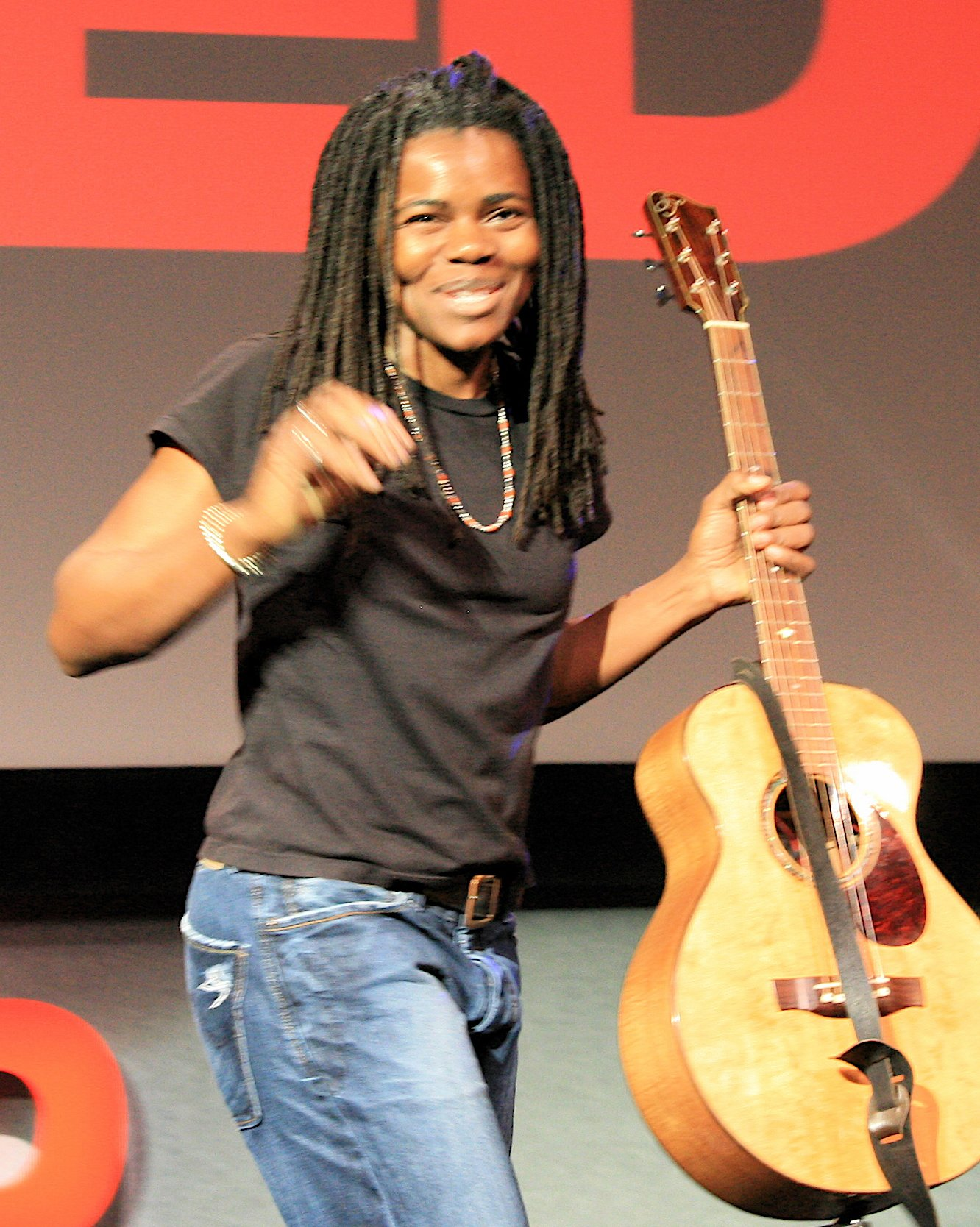
Tracy Chapman hat den Grammy Award for Best Contemporary Folk Album 1989 für ihr Debütalbum erhalten

Der Grammy Award for Best Contemporary Folk Album, auf Deutsch „Grammy-Auszeichnung für das beste zeitgenössische Folk-Album“, ist ein Musikpreis, der von 1987 bis 2011 von der amerikanischen Recording Academy verliehen wurde. Der Preis ging an Musiker für Alben aus dem Bereich der Folkmusik.

## Geschichte und Hintergrund
Die seit 1959 verliehenen Grammy Awards werden jährlich in zahlreichen Kategorien von der Recording Academy in den Vereinigten Staaten vergeben, um künstlerische Leistung, technische Kompetenz und hervorragende Gesamtleistung ohne Rücksicht auf die Album-Verkäufe oder Chart-Position zu würdigen.
Eine dieser Kategorien ist der Grammy Award for Best Contemporary Folk Album. Die Auszeichnung wurde von 1987 bis 2011 vergeben und hieß bis 1993 Grammy Award for Best Contemporary Folk Recording. Im Jahr 2007 wurde die Kategorie in Grammy Award for Best Contemporary Folk / Americana Album umbenannt. Ab 2010 wurde die Kategorie in zwei Kategorien unterteilt: Grammy Award for Best Contemporary Folk Album und Grammy Award for Best Americana Album. Parallel wurde der Grammy Award for Best Traditional Folk Album ausgezeichnet. Vor 1987 gab es eine gemeinsame Kategorie für traditionellen und zeitgenössischen Folk mit Namen Grammy Award for Best Ethnic or Traditional Folk Recording. Die Auszeichnung wurde nach einer umfassenden Überarbeitung der Grammy-Kategorien eingestellt. Im Jahr 2012 wurde die Kategorie mit dem Grammy Award for Best Contemporary Folk Album zur neuen Kategorie Grammy Award for Best Folk Albumzusammengelegt.
Bob Dylan und Steve Earle haben den Grammy Award for Best Contemporary Folk Album jeweils drei Mal gewonnen und sind damit die häufigsten Gewinner.

## Gewinner und Nominierte
| Jahr | Gewinner                                                                            | Nationalität                              | Album                                | Nominierte | Bild des/der Gewinner(s) |
| ---- | ----------------------------------------------------------------------------------- | ----------------------------------------- | ------------------------------------ | --- | ------------------------ |
| 1987 | Verschiedene Interpreten; Al Bunetta, Dan Einstein und Hank Neuberger (Produzenten) |                                           | Tribute to Steve Goodman             | |                          |
| 1988 | Steve Goodman                                                                       | Vereinigte Staaten                        | Unfinished Business                  | |                          |
| 1989 | Tracy Chapman                                                                       | Vereinigte Staaten                        | Tracy Chapman                        | |                          |
| 1990 | Indigo Girls                                                                        | Vereinigte Staaten                        | Indigo Girls                         | |                          |
| 1991 | Shawn Colvin                                                                        | Vereinigte Staaten                        | Steady On                            | |                          |
| 1992 | John Prine und Joe Romersa (Toningenieur)                                           | Vereinigte Staaten                        | The Missing Years                    | |                          |
| 1993 | The Chieftains                                                                      | Irland                                    | Another Country                      | |                          |
| 1994 | Nanci Griffith                                                                      | Vereinigte Staaten                        | Other Voices, Other Rooms            | |                          |
| 1995 | Johnny Cash                                                                         | Vereinigte Staaten                        | American Recordings                  | |                          |
| 1996 | Emmylou Harris                                                                      | Vereinigte Staaten                        | Wrecking Ball                        | |                          |
| 1997 | Bruce Springsteen                                                                   | Vereinigte Staaten                        | The Ghost of Tom Joad                | |                          |
| 1998 | Bob Dylan                                                                           | Vereinigte Staaten                        | Time Out of Mind                     | |                          |
| 1999 | Lucinda Williams                                                                    | Vereinigte Staaten                        | Car Wheels on a Gravel Road          | |                          |
| 2000 | Tom Waits                                                                           | Vereinigte Staaten                        | Mule Variations                      | |                          |
| 2001 | Emmylou Harris Malcolm Burn (Toningenieur und Produzent), Jim Watts (Toningenieur)  | Vereinigte Staaten                        | Red Dirt Girl                        | |                          |
| 2002 | Bob Dylan (Künstler und Produzent) Chris Shaw (Toningenieur)                        | Vereinigte Staaten                        | Love and Theft                       | |                          |
| 2003 | Nickel Creek Alison Krauss (Produzent) und Gary Paczosa (Toningenieur)              | Vereinigte Staaten                        | This Side                            | |                          |
| 2004 | Warren Zevon                                                                        | Vereinigte Staaten                        | The Wind                             | |                          |
| 2005 | Steve Earle Ray Kennedy (Toningenieur und Produzent)                                | Vereinigte Staaten                        | The Revolution Starts... Now         | |                          |
| 2006 | John Prine                                                                          | Vereinigte Staaten                        | Fair & Square                        | |                          |
| 2007 | Bob Dylan                                                                           | Vereinigte Staaten                        | Modern Times                         | - "Solo Acoustic Vol. 1" von Jackson Browne - "Black Cadillac" von Rosanne Cash - "Workbench Songs" von Guy Clark - "All The Roadrunning" von Mark Knopfler & Emmylou Harris                                                                                                |                          |
| 2008 | Steve Earle                                                                         | Vereinigte Staaten                        | Washington Square Serenade           | - „The Calling“ von Mary Chapin Carpenter - „My Name Is Buddy“ von Ry Cooder - „Children Running Through“ von Patty Griffin - „Orphans“ von Tom Waits |                          |
| 2009 | Robert Plant & Alison Krauss                                                        | Vereinigtes Königreich Vereinigte Staaten | Raising Sand                         | - Day After Tomorrow von Joan Baez - I, Flathead von Ry Cooder - Sex & Gasoline von Rodney Crowell - All I Intended to Be von Emmylou Harris |                          |
| 2010 | Steve Earle                                                                         | Vereinigte Staaten                        | Townes                               | - Middle Cyclone von Neko Case - Our Bright Future von Tracy Chapman - Live von Shawn Colvin - Secret, Profane & Sugarcane von Elvis Costello |                          |
| 2011 | Ray LaMontagne & The Pariah Dogs                                                    | Vereinigte Staaten                        | God Willin’ and the Creek Don’t Rise | - Nothing’s Impossible von Solomon Burke - Tribal von Dr. John and the Lower 911 - Interpretations: The British Rock Songbook von Bettye LaVette - Live! In Chicago von Kenny Wayne Shepherd Band featuring Hubert Sumlin, Willie „Big Eyes“ Smith, Bryan Lee & Buddy Flett |                          |